# Südostbayerisches Naturkunde- und Mammut-Museum Siegsdorf

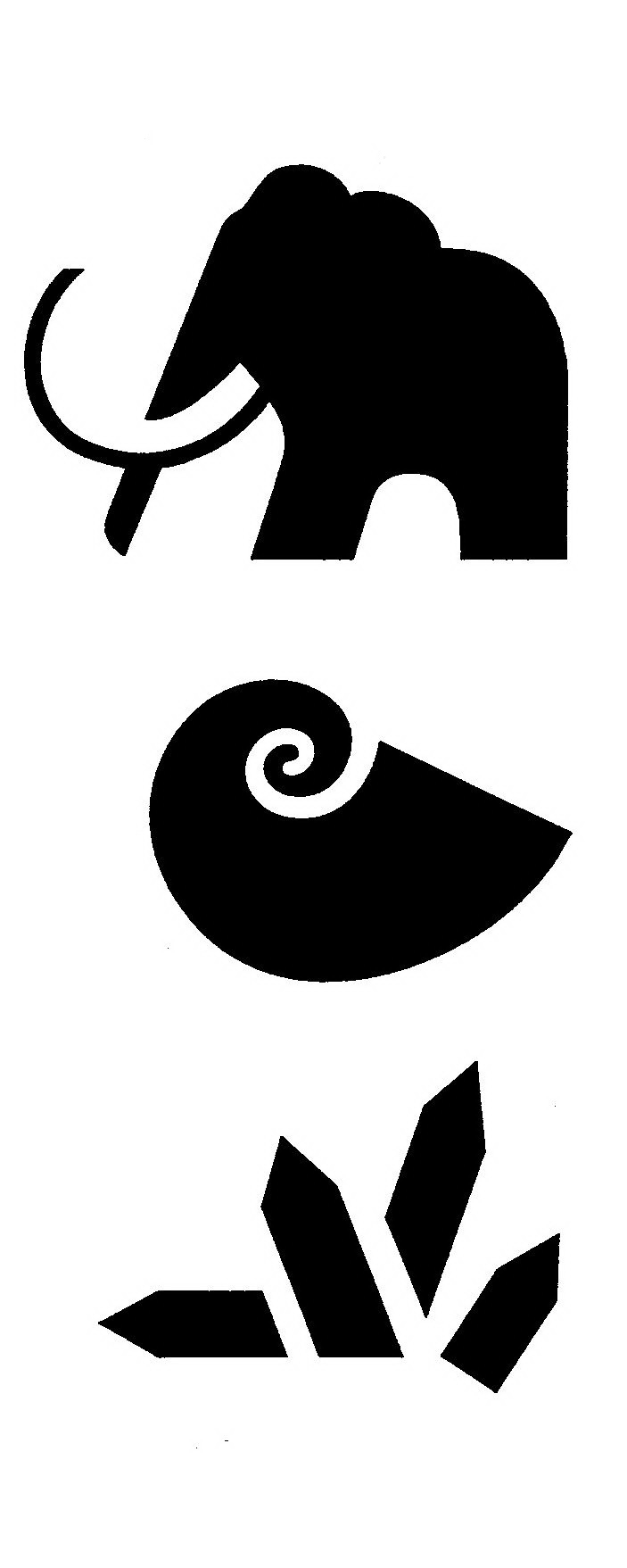
Das Logo des Museums

Das Südostbayerische Naturkunde- und Mammut-Museum Siegsdorf ist eines von über 800 nichtstaatlichen Museen in Bayern. Es befindet sich in der Gemeinde Siegsdorf im oberbayerischen Landkreis Traunstein. Das Spezial-Museum für Geologie, Paläontologie und Eiszeitfunde vermittelt Wissen über Landschaftsentstehung und geologischen Aufbau der Region Südostbayern und angrenzender österreichischer Gebiete, über Fauna und Flora der Eiszeiten sowie über den „Steinzeitmenschen“. Dabei konzentriert es sich auf die letzten 250 Millionen Jahre (Trias bis Quartär / Steinzeit). Besonderer Anziehungspunkt des Museums ist ein originales Mammutskelett, das 1975 bei Siegsdorf gefunden wurde.
Das Museum wird von der „Landesstelle für die nichtstaatlichen Museen in Bayern beim Bayerischen Landesamt für Denkmalpflege“ gefördert und im Zentralregister biologischer Forschungssammlungen in Deutschland geführt. Es ist das drittgrößte Naturkundemuseum Bayerns und empfängt pro Jahr rund 50.000 Besucher.

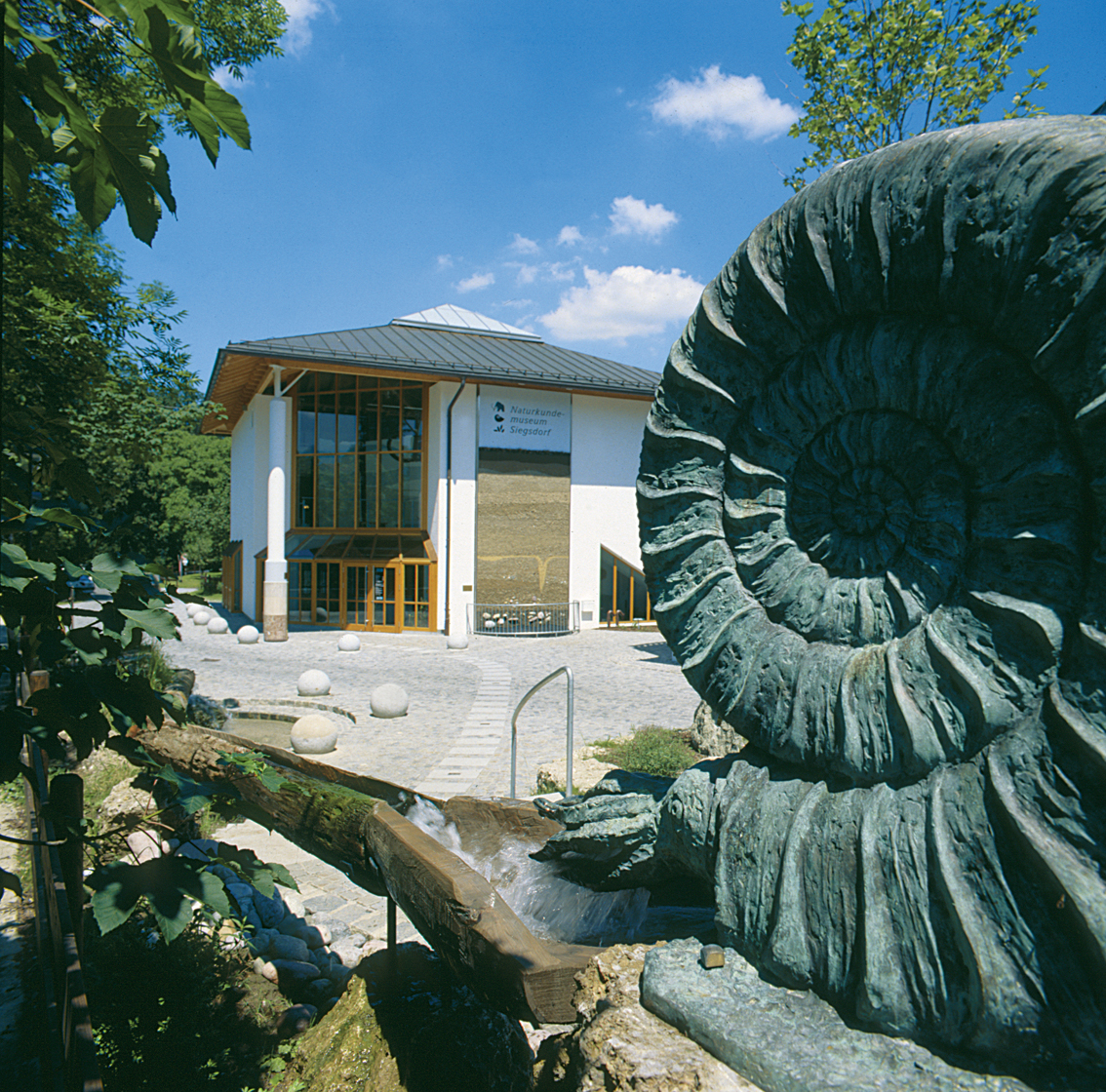
Das Museum befindet sich im Ortskern von Siegsdorf, direkt an der Weißen Traun

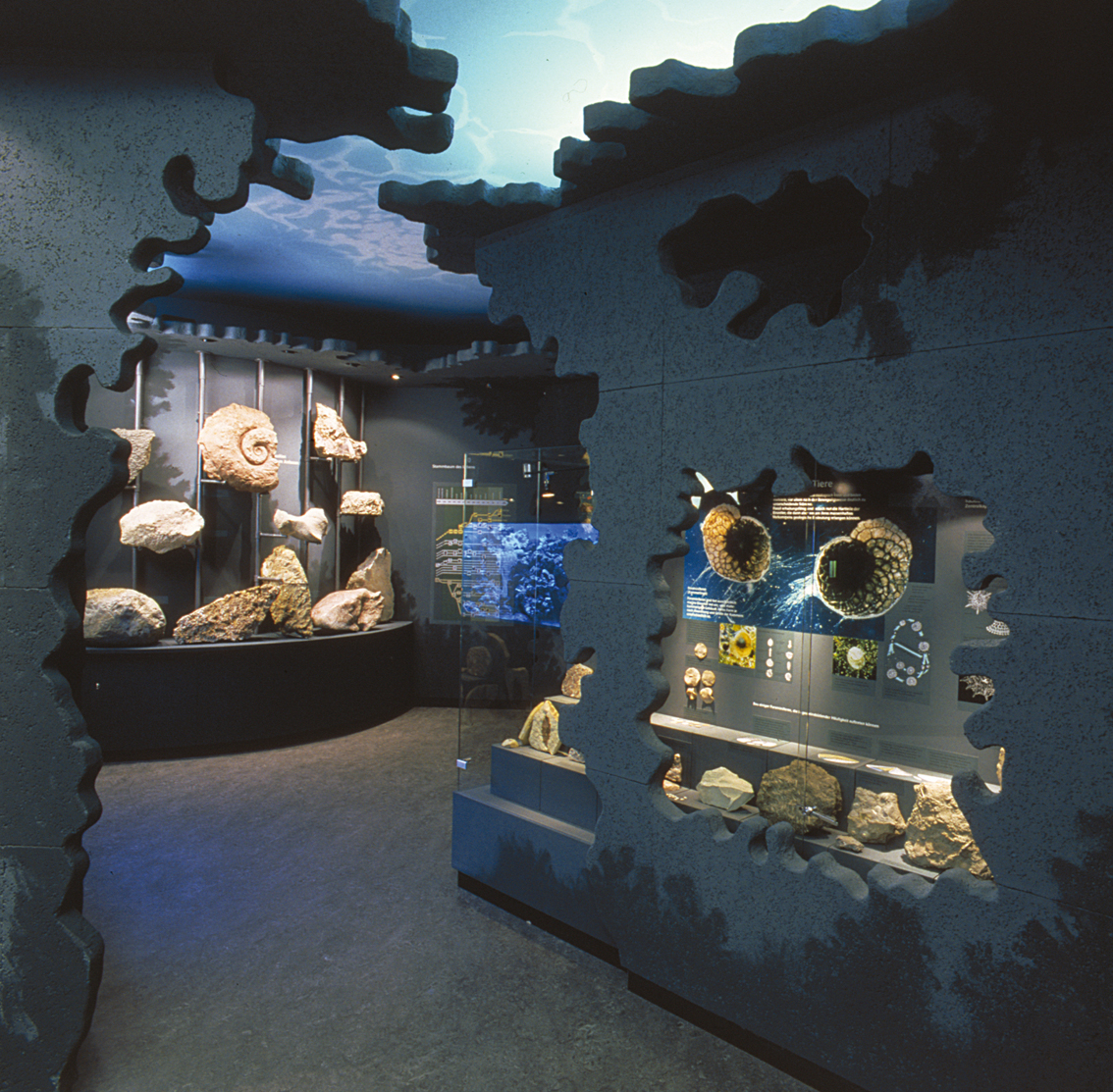
Eine große Auswahl regionaler Fossilien, auch zum Anfassen, bietet die Geologieabteilung im Erdgeschoss

## Geschichte

### Vorgeschichte
Auslöser für die Gründung des Museums war der Fund eines Mammutskeletts im Jahre 1975. Finder waren die damaligen Schüler Bernard von Bredow und Robert Omelanowsky aus Siegsdorf. Sie entdeckten die Knochen des Skeletts im Gerhartsreiter Graben bei Siegsdorf. Erst 1985 wandte sich Bernard von Bredow mit dem Fund an Fachleute und an die Gemeinde. Bei der anschließenden Bergung im Auftrag der Gemeinde Siegsdorf in der zweiten Jahreshälfte 1985 wurden auch Knochen von Höhlenlöwe, Wolf, Riesenhirsch, Urrind und Wollnashorn gefunden. Die Gemeinde erhielt von Bredow alle Fundrechte, und im Januar 1987 wurde ein von Bredow angefertigter Abguss des Mammuts der Öffentlichkeit präsentiert. Das rege Interesse daran führte Ende 1987 zu einem Architektenwettbewerb für die Einrichtung eines Siegsdorfer „Mammut-Museums“. Wenig später vermachte Josef Wührl, München, der Gemeinde seine Sammlung von Versteinerungen aus dem Siegsdorfer Umland: Der Gedanke eines umfassenderen Naturkundemuseums nahm Gestalt an. Im Mai 1990 wurde mit der konzeptionellen Planung und der Anschaffung von Exponaten begonnen und im März 1992 der Planungsauftrag erteilt. Knapp zwei Jahre nach dem ersten Spatenstich (21. Juni 1993) eröffnete das Museum am 13. Mai 1995.

### Entwicklung
Im Mai 2003 wurde das Museum mit der Rauminstallation einer „Bärenhöhle“ im Obergeschoss ergänzt. Anlass war die Entdeckung der ersten Höhlenbärenhöhle in den Bayerischen Alpen im Jahr 1996. Am Ende der „Bärenhöhle“ schließt die Steinzeit-Abteilung den Museumsrundgang räumlich und inhaltlich ab.
Aus den ständig erweiterten museumspädagogischen Angeboten wurde 2004 das Thema Steinzeit unter dem Namen „SteinZeit Siegsdorf“ als touristisches Angebot im Dießelbachtal bei Eisenärzt, 6 km südlich von Siegsdorf, in Szene gesetzt. Nachempfundene Holzhütten und Feuerstellen gaben den Besuchern und Kursteilnehmern Gelegenheit, sich mit steinzeitlichen Arbeitsweisen und Lebensbedingungen vertraut zu machen.
2010 wurde die „SteinZeit Siegsdorf“ aus dem abgelegenen Dießelbachtal aus praktischen Gründen in den „SteinZeitGarten“ direkt an das Naturkundemuseum verlegt. Am 16. September 2013 registrierte das Naturkunde- und Mammut-Museum seinen einmillionsten Besucher.
Leiter des Museums ist von Beginn an Diplom-Geologe Robert Darga. Das Museum hat acht Beschäftigte (Stand Dezember 2013).

## Gliederung und Dauerausstellungen

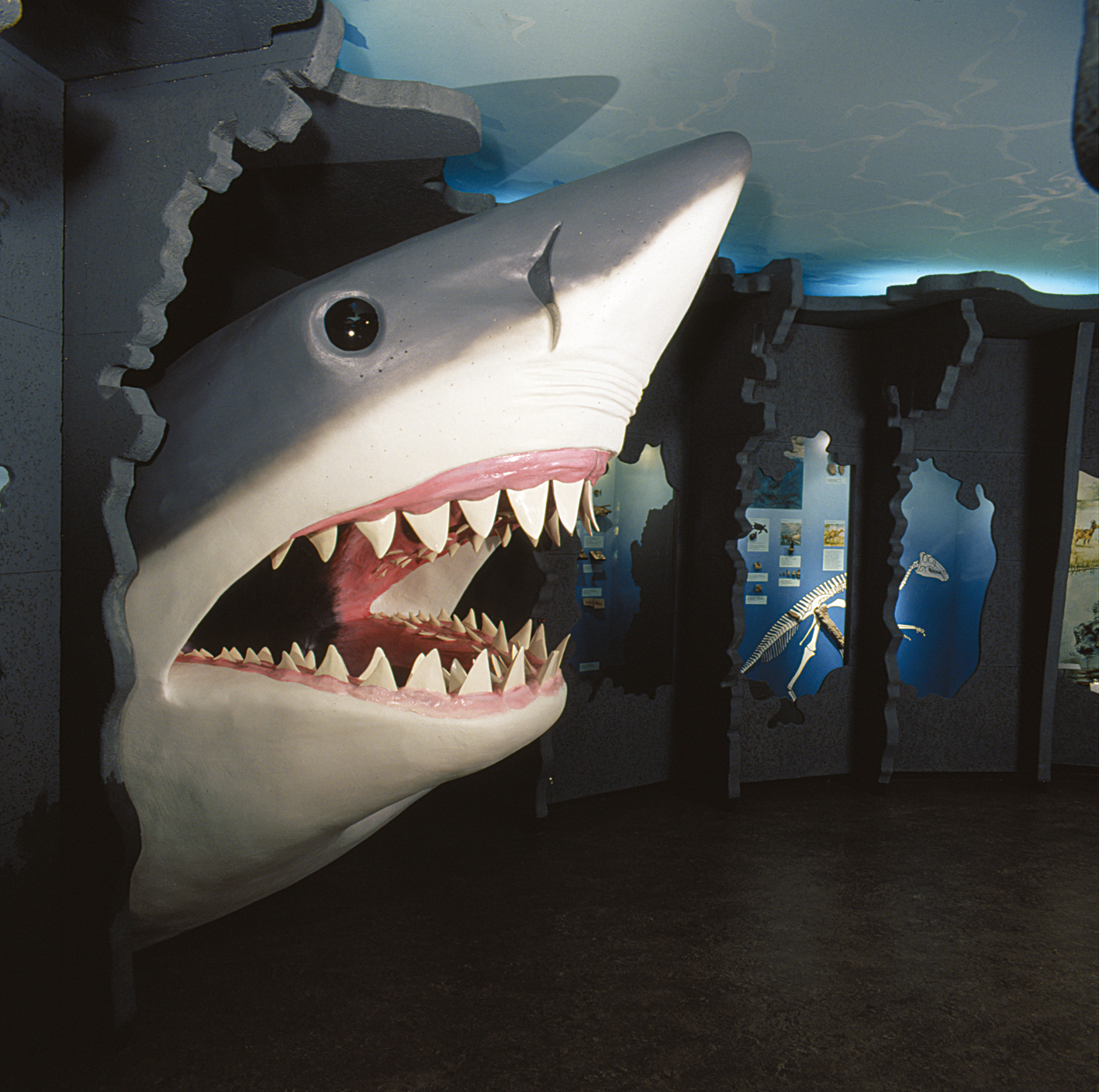
Kopf des Riesenhais Carcharodon sp. in Lebensgröße

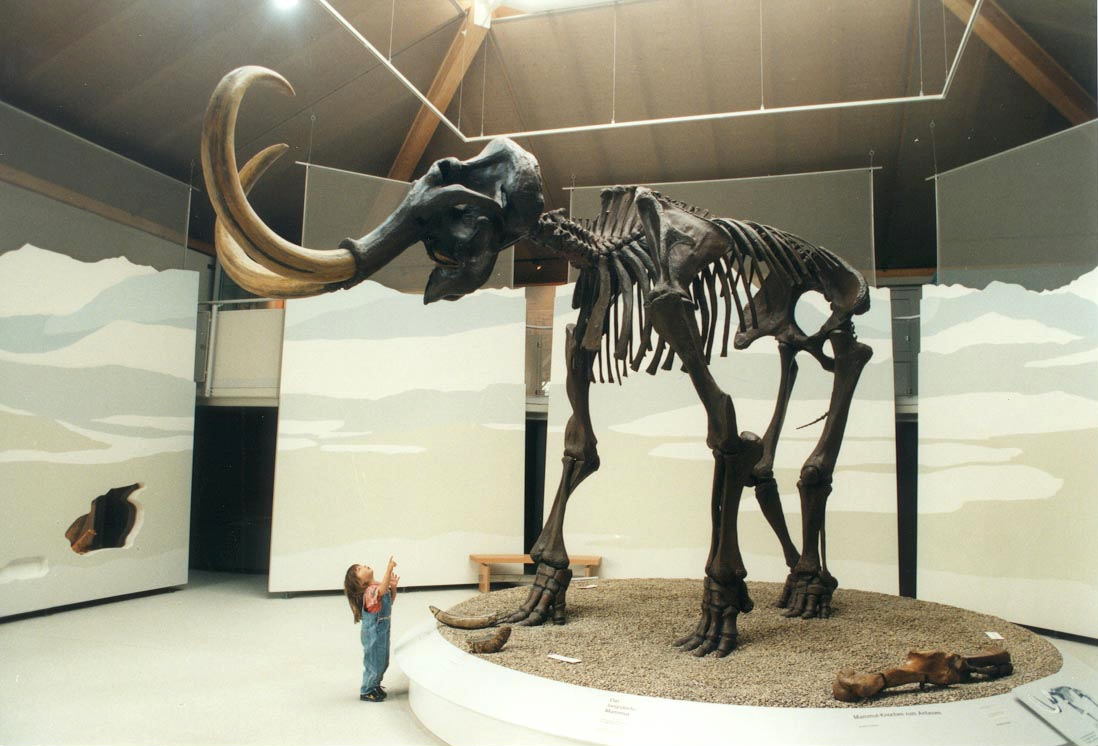
Mit 3,60 m Schulterhöhe ist das Siegsdorfer Mammut eines der größten in Deutschland gefundenen Mammutskelette

Das Museum mit einer Gesamtausstellungsfläche von 644 m² gliedert sich in mehrere Stockwerke, denen unterschiedliche Themen zugeordnet sind. Hinzu kommt der Vorplatz im Außenbereich. Alle Räume des Museums sind barrierefrei erreichbar.

### Untergeschoss
Im Untergeschoss mit einer Fläche von 196 m² (14 × 14 m) wird in einer Dauerausstellung die Alpengenese am Beispiel der Entstehung des Chiemgaus erläutert. Ein mechanischer „Geowürfel“ und eine Profilserie verdeutlichen exemplarisch Aspekte der Tektonik, deren Vorgänge zur Kollision der Kontinente Afrika und Europa und somit zur Entstehung der Alpen führten. Als Teile der Dauerausstellung werden an der „Gesteinswand“ die Genese der verschiedenen Gesteinsarten des Chiemgaus nachvollzogen, die Inkohlungsreihe und Bodenschätze Südostbayerns erklärt sowie die Altersbestimmung von Gesteinen und Fossilien und die Drift der Kontinente erläutert. Zeugnisse wie die Kampenwandmulde als Beispiel einer geologischen Mulde stellen den Bezug zur Region her.
Im Medienraum im Untergeschoss beschreibt ein Film die Geologie von Siegsdorf. Hier stellt eine Panoramawand zudem die Erde in den Kontext des Sonnensystems. Nach der Sektion „Bodenschätze Südostbayerns“ gelangt man vom Untergeschoss durch einen nachgebauten Eisenerzstollen in das Erdgeschoss. Im Untergeschoss steht ein Raum für Sonderausstellungen zur Verfügung. Außerdem werden hier WC, Heizung, Lüftung und Magazin vorgehalten.

### Erdgeschoss
Im Erdgeschoss (196 m²) befindet sich im Eingangsbereich neben Kasse, Garderobe und Foyer auch der rollstuhlgeeignete Lift. Die Ausstattung der Dauerausstellungsräume ist durch riffartige Silhouetten der Unterwasserwelt nachempfunden, entsprechend den vier Meeren, welche die südostbayerische Landschaft mitgestaltet haben und aus deren Ablagerungen die meisten der gezeigten Exponate stammen. Ein Salzwasseraquarium stellt beispielhaft anhand einer heutigen Riffwelt die Lebensbedingungen der präsentierten ausgestorbenen Meeresbewohner dar. In Dioramen, Vitrinen und anhand von Fossilien (auch zum Anfassen) werden Exponate des Emanuelflözes am Kressenberg bei Neukirchen und aus den Adelholzener Schichten von Bad Adelholzen vorgestellt sowie die Entstehung von Fossilien und Methoden ihrer Präparation erläutert. Blickfänge sind das Panoramabild eines Entenschnabelsauriers (ca. 70 Mio. Jahre), dessen Oberschenkelknochen der Trostberger Rudolf Ely 1994 entdeckte, die lebensechte Nachbildung des Kopfes eines Riesenhais (Carcharodon sp., ca. 45 Mio. Jahre), dessen Zähne in der Region gefunden wurden sowie eine Kopie des Schädels des Mühldorfer Urelefanten (Gomphotherium angustidens, ca. 10 Mio. Jahre).

### Obergeschoss
Das Obergeschoss (196 m²) ist der Eiszeit gewidmet. Hier steht das 1975 entdeckte Siegsdorfer Wollhaarmammut (Mammuthus primigenius) als Abguss, während die Originalknochen in nachempfundener Fundlage an einer Wand präsentiert werden. Neben dem Mammut werden auch Funde anderer eiszeitlicher Tiere wie das fast vollständige Skelett eines Höhlenlöwen sowie Knochenfunde von Höhlenbären in einer nachgebauten Bärenhöhle ausgestellt. Zur Verdeutlichung der Bedeutung der Vergletscherung im Voralpenraum dient das 9 m² große Landschaftsmodell, das den Chiemsee in seiner Entstehungsphase, beginnend vor 15.000 Jahren nach dem letzten Vorstoß der Alpengletscher ins Vorland, zeigt. Von der Bärenhöhle gelangt man in einen Bereich, der dem Steinzeitmenschen gewidmet ist. Hier wird u. a. die Bearbeitung von Werkzeugen aus Feuerstein erläutert. Bildhafte Darstellungen der Umwelt vermitteln einen Eindruck vom „Leben in der Steinzeit“.
Die Galerie (56 m²; 4 × 14 m) ist zum großen Teil als begehbare Höhlenbärenhöhle gestaltet. Schmale Gucklöcher in den Höhlenwänden geben den Blick frei auf Knochenhöhlen, wie sie vor der Entnahme der Bärenknochen ausgesehen haben können. Aber auch andere Höhleninhalte, wie Fledermausknochen und die Reste nacheiszeitlicher Braunbären (z. B. des Frasdorfer Braunbären) sind ausgestellt. Am Ende der Bärenhöhle öffnet sich der Raum zur Steinzeitabteilung.

### Vorplatz
Der Museumsvorplatz führt den Besucher in die Materie des Museums ein. Dafür dient unter anderem ein 30 Meter langer Zeitstrahl, der maßstabsgetreu die 4,6 Mrd. Jahre dauernde Entstehungsgeschichte der Erde darstellt. Er führt von der Hauptstraße bis zum Museumseingang. Der Zeitstrahl endet dort in einer Säule, deren unterer Teil den 250 Mio. Jahren entspricht, die im Museum behandelt werden.
Auf dem Museumsvorplatz steht eine Kugelmühle, welche die Kraft des Wassers und die Vergänglichkeit der Gesteine demonstriert. Das Wasser aus der Traun fließt dabei durch einen bronzenen Ammoniten und durch Deicheln auf das turbinenartige Flügelrad der Kugelmühle. Mit ihr lassen sich kugelförmige Steine schleifen.

## Sonderausstellungen
Die in der Regel einjährig gezeigten Sonderausstellungen ergänzen die Inhalte der Dauerausstellungen des Hauses, auch über den zeitlichen (bis max. 250 Mio. Jahre vor heute) und räumlichen Rahmen (Südost-Oberbayern) hinaus. Die meisten wurden bisher – wenn nicht anders benannt – von der Bayerischen Staatssammlung für Paläontologie und Geologie zusammengestellt.
- 1995: Otto Hölzl – Bergmann und Fossiliensammler
- 1996: Donnerkeil und Teufelsfinger – Fossilien im Volksglauben, erarbeitet von Inatura – Erlebnis Naturschau Dornbirn
- 1997: Geotopschutz, vom (ehemaligen) Bayerischen Geologischen Landesamt
- 1997: 400 Millionen Jahre Baum
- 1998: Hasenhirsch und Hundebär. Fossilien sonderbarer Tiere
- 1999: Archaeopteryx
- 2000: Wunderding Schmetterling, vom Siegsdorfer Museum
- 2001: Im Reich der Dunkelheit. Beitrag zur Höhlenforschung, vom Verband der deutschen Höhlen- und Karstforscher
- 2002: Flugsaurier – Drachen der Lüfte, vom Jura-Museum Eichstätt
- 2003: Steinzeit im Chiemgau, vom Siegsdorfer Museum
- 2004: Lebende Fossilien
- 2005: Ammoniten – Erfolgsspirale der Erdgeschichte
- 2006: Steinerne Pflanzenstrukturen. Verkieselte Baumstämme, Bildung von Opal
- 2007: Vom Gletscherrand zum Meeresstrand. Geologische Reise von München über Innsbruck nach Bozen und Verona
- 2008: Riffe – Oasen der Weltmeere seit 3 Milliarden Jahren. Aus Anlass zum Internationalen Jahr des Riffs
- 2009–2010: Flugsaurier – Drachen der Lüfte, vom Jura-Museum Eichstätt
- 2010–2011: Mikroben – Baumeister der Erdgeschichte. Funktion von  Mikroorganismen wie Bakterien und Cyanobakterien sowie Pilzen und Algen in biologischen Prozessen.
- 2011–2012: Der Evolution auf der Spur
- 2012–2013: Zähne. Mehr als 500 Millionen Jahre lange Entwicklungsgeschichte der Zähne. Mehr als 500 Millionen Jahre lange Entwicklungsgeschichte der Zähne, vom Raubsaurier bis zur Kuh
- 2013–2014: Weichtiere – harte Schale – weicher Kern. 500 Millionen Jahre Entwicklungsgeschichte der Mollusken.[8]
- 2014–2015: Afrika – Aus der Vergangenheit eines alten Kontinents. Leihgabe der Bayerischen Staatssammlung für Paläontologie und Geologie München
- 2015–2016: Wunderding Schmetterling
- 2016–2017: Vom Gletscherrand zum Meeresstrand. Ein erdgeschichtlicher Streifzug von München nach Verona
- 2017–2018: Fossilien im Volksglauben, Ausstellung erarbeitet zusammen mit der Bayerischen Staatssammlung für Paläontologie und Geologie, München
- 2018–2019: Im Jura-Meer, eine Ausstellung des Naturkundemuseum Coburg
- 2019: Mumien, eine Ausstellung der Reiss-Engelhorn-Museen Mannheim
- 2020–2021: Auerochsen, eine Ausstellung des Freilichtlabors Lauresham und der UNESCO-Welterbestätte Kloster Lorsch
- 2021–2022: Sternenstaub – Kristalle, eine Ausstellung des Naturkundemuseums Siegsdorf, wird in die Dauerausstellung übernommen.
- 2022–2023: Schamanen – Jäger und Heiler Sibiriens. In Zusammenarbeit mit dem Reiss-Engelhorn-Museen Mannheim und dem Neanderthal Museum Mettmann
- 2023: Die Evolution des Menschen – Eine Ausstellung von REM Mannheim und des MammutMuseum Siegsdorf

## Weitere Angebote

### Museumspädagogik
Museumspädagogische Aktivitäten werden seit 2001 im Museum und im benachbarten SteinZeit Siegsdorf, einem Außenareal des Museums, angeboten. Auswahl:
- Führungen: 250 Mio. Jahre Erdgeschichte
- Für Schulklassen und Gruppen: „Steinzeit-Schnupperkurs“, „Das kleine Steinzeit Programm“ oder „Der Steinzeit-Ausflug“, jeweils mit Führung und angeleitetem Arbeiten von „Steinzeit-Handwerk“.
- Sonstiges: „SteinZeit-Donnerstag“, Mitmachprogramm im SteinZeitGarten in der Sommersaison; „SteinZeit-Handwerk“, Bernstein schleifen an ausgewählten Tagen im Juni und August.

Zielgruppen sind Kinder aus Schulen und Kindergärten, Familien sowie Erwachsene in Gruppen. Für Lehrer stehen Materialien zur Verfügung (Schülerquiz für Grundschulen sowie Themen des Museums für die 5. bis 13. Gymnasialklasse). Rund 12 geschulte Personen aus der Region führen pro Jahr ca. 4000 Veranstaltungen.

### Beratung
Beratungen werden von unterschiedlichen Zielgruppen in Anspruch genommen. Das Spektrum reicht vom Ansprechen von Funden von Privatpersonen über die Beratung von Kommunen bis hin zur Planung und Durchführung von geologisch-archäologischen Grabungen und Bergungen.

## Sammlungen
Aus Platzgründen pflegt das Museum keine größeren eigenen Sammlungen. Funde werden in der Regel staatlichen Sammlungen übereignet. Das Museum verfügt jedoch über einen Bestand an Vergleichsstücken und -präparaten, mit deren Hilfe die Bestimmungsanfragen zu Knochen, Fossilien und Steinen bewältigt werden können.

## Förderverein und ehrenamtliches Engagement

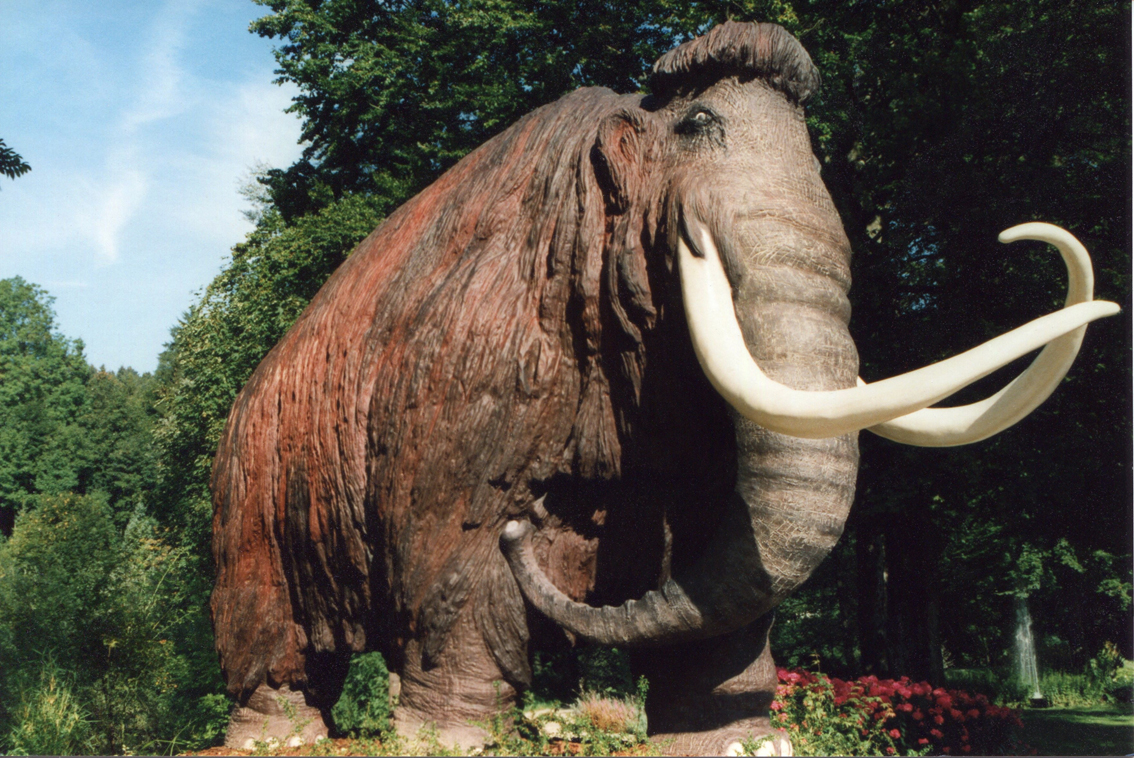
Die lebensgroße Nachbildung des Siegsdorfer Mammuts wurde wesentlich vom Förderverein finanziert

Der Verein der Freunde des Naturkunde- und Mammut-Museums Siegsdorf e. V. (gegründet 1997) unterstützt das Museum bei der Öffentlichkeitsarbeit mit dem Ziel, den Bekanntheitsgrad des Museums zu fördern. Zu diesem Zweck veranstaltet er Vorträge, Exkursionen zu geologischen Aufschlüssen und thematisch verwandten Museen, und unterstützt sowohl wissenschaftliche als auch allgemeinverständliche Veröffentlichungen zu den Themen Geologie, Paläontologie und Eiszeit. Der Verein ermöglichte unter anderem den Kauf von Höhlenbärenskeletten für die Ausstattung der „Bärenhöhle“. Außerdem finanzierte er einen erheblichen Teil der lebensgroßen Mammutnachbildung auf dem Außengelände des Museums an der Traunbrücke und das mobile Mammutmodell. Der Förderverein hat zurzeit (Dezember 2013) ca. 180 Mitglieder.

## Kooperationen
- Bayerische Staatssammlung für Paläontologie und Geologie München: Gemeinsame paläontologische Grabung
- Abteilung Archäologische Denkmalpflege und Sammlungen der Reiss-Engelhorn-Museen Mannheim: Geologische und geologisch-archäologische Grabungen sowie gemeinschaftliche Arbeiten im Bereich Quartärpaläontologie
- Naturkundemuseum in Prag: Zurverfügungstellung von Belegmaterial einer bestimmten Bryozoenfauna aus den Kalkalpen bei Bad Reichenhall
- Universität Warschau: Zurverfügungstellung eines Löwenschädels aus der Siegsdorfer Sammlung für eine Löwenstudie
- Akademie für Lehrerfortbildung und Personalführung in Dillingen: Lehrerfortbildung
- Bayerische Akademie für Naturschutz und Landschaftspflege in Laufen: Lehrerfortbildung
- Chiemgau-Gymnasium in Traunstein: Entwicklung von Unterrichtsmaterialien